# Reach (Halo)
Reach, colonial y centro de mando para la UNSC; en el universo de Halo es el mayor astillero de naves de combate de la humanidad y el segundo planeta más importante después de la tierra, también sirvió como base para diferentes operaciones de la UNSC en la guerra contra el Covenant, hasta que fue atacado y destruido por el Covenant. 

## Historia
Originalmente colonizado por su riqueza en depósitos de titanio, Reach tenía, por todas partes, minas a miles metros de profundidad. El Alto Mando de la UNSC, el Mando de la Flota y los Cuerpos de Marines tenían Cuarteles Generales en Reach, así como también, muchas bases primarias de la Oficina de Inteligencia Naval (ONI por sus siglas en inglés), la cual incluye la base Castillo. La base Castillo estaba ubicada debajo de la cordillera Menanchite, en Reach. Este centro es donde los Spartans del proyecto SPARTAN-II empezaron su entrenamiento. Debido a sus inmensas reservas de titanio, Reach era el astillero más importante para la UNSC. En la novela Halo: The Fall of Reach el almirante Jacob Keyes dice: "Si el Covenant llega a descubrir la ubicación de Reach, la estimación de la doctora Halsey para que descubran la Tierra puede cambiar de meses a semanas."

## El ejército de la colonia Reach
Reach estaba defendido por más de 150 naves de la UNSC, incluyendo la Hannibal, el Pilar of Autumn y el súper-carguero Trafalgar. Además de la flota, Reach estaba defendido por 20 Satélites Orbitales Mark V con cañones MAC llamados SMAC, o Súper MAC, capaces de realizar un impulso de 40% a la velocidad de la luz usando superconductores magnéticos. A pesar de que las defensas eran enormes, ellos no pudieron detener la embestida del Covenant, consistía en sacrificar una nave Covenant por cada estación orbital MAC, lo cual diezmó rápidamente las defensas de Reach dejando paso libre una gigantesca nave capital Covenant. La flota humana fue reducida y su infantería eliminada por el Covenant - las naves restantes, incluyendo el Pillar of Autumn, fueron forzadas a salir fuera del sistema usando rutas híper espaciales aleatorias. Después que el artefacto Forerunner fue localizado sobre la superficie, el Covenant "abrió fuego" sobre Reach arrasando la superficie del planeta, hasta el punto de dejarlo inhabitable, excepto por algunas secciones en donde la búsqueda por varios artefactos Forerunners continuaba.

## Destrucción de Reach
El centro fue destruido después de la caída del planeta en manos de Covenant en octubre de 2552. Un área secreta bajo la superficie de Reach contenía un artefacto Forerunner altamente deseado por el Covenant. El hecho de que este artefacto fuera tan valioso para ellos es quizá la principal razón de que alguien sobreviviera en Reach, ya que el Covenant fue muy precavido y no fijo como objetivo una amplia área alrededor de la cordillera cuando arrasaron el planeta y aniquilaron o capturado el resto de los habitantes.
El Covenant descubrió la ubicación de Reach tras la batalla de Sigma Octanus IV. Después del ataque y posterior "derrota" de la flota Covenant, el enemigo sabía que varias naves humanas explorarían la zona de batalla en busca de supervivientes por lo que diseñaron un Drone espía que se adhería al fuselaje de las naves enemigas, uno de ellos, se unió a la nave Iroquois (enlace interno) de la UNSC, comandada por el entonces Capitán Jacob Keyes (Enlace Interno). Este Drone, tomó fotografías de las constelaciones de estrellas durante varios días antes de regresar a la espera de una nave de recuperación Covenant, a la que le otorgaría toda la información al detalle de cada lugar donde la nave humana había estado, supuestamente, el Covenant analizó y reconoció cada sistema antes de atacar Reach.

## Eventos en Halo: Reach
Este videojuego trata de la historia del equipo Noble durante la batalla del Reach; todo comienza cuando un Spartan-III se une al equipo Noble; su nombre es Noble 6 (ya que el usuario tiene la libertad de modificar al personaje en lo que respecta a la armadura, de manera que ambiente a Noble 6 como si fuera él mismo). De inmediato son enviados a una base de repetidores que había caído hacía poco, en Visegrád; la misión era descubrir quién fue y reactivar la estación. Descubren que el Covenant la había hecho caer. Por lo tanto deben avisar al Mando de que el Covenant ha descubierto la ubicación de Reach.
El equipo Noble es enviado entonces a la base Sword de la ONI sitiada por el Covenant, cuyas defensas eran insuficientes y solicitaron el apoyo del un equipo Spartan, si la misión es cumplida la corbeta atacante escapa pero es destruida por munición orbital. Una científico de la ONI, la doctora Catherine Halsey solicita ver al equipo. El propósito es escuchar un informe de la misión de Visegrád y recuperar un paquete de datos encontrado ahí, con información "clave" según el investigador que elaboró dicho paquete.
Seis y Jun noble 3 son enviados a una zona de intensa actividad Covenant y evaluar la capacidad de combate Covenant, se dan cuenta de que no es un pequeño grupo sino un ejército de invasión con el que se encuentran. 
Al día siguiente según el "plan de invierno" (Plan de contingencia) se responde en todos los frentes atacando la zona que ya se había descubierto como una zona de aterrizaje para fuerzas Covenant adicionales cuyo origen aún se desconocía, Cuando van ganando bastante terreno aparece un supertransporte oculto del Covenant que destruye todas las naves y grupos de ataque. 
El equipo noble se ve obligado a "Largarse de allí" en una cueva planean destruir el supertransporte con un motor desliespacial simulando un accidente de una nave hacía unos años atrás, el cual teletransportó la mitad de la nave al "infierno". Para eso tienen que llegar al primero tomando una nave tipo corveta del Covenant, finalmente llegan y por unos daños por la pelea con la tripulación de la corveta se daña el pelican de escape y el temporizador de encendido del motor, noble 5 Jorge se ve obligado a sacrificarse y seis cae al planeta. Lamentablemente una enorme flota del Covenant aparece para destruir Reach. 
Cuando cae a tierra está herido busca ayuda y se encuentra con la ciudad de Nueva Alejandría sitiada por el Covenant, ahí ayuda con la evacuación de la ciudad salvando muchas vidas, el resto del equipo noble lo contacta y planean una contraoperación para romper el bloqueo de las comunicaciones de la ciudad con el resto del planeta. 
Seis a bordo de un falcon entra en diferentes edificios destruyendo los inhibidores Covenant, el equipo noble se reúne en el edificio de la ONI, hablan del sacrificio de Jorge y de sobre como el Covenant estaba acabando con la ciudad y se dan cuenta de que están perdiendo y Reach no tardará mucho en caer, obtienen una comunicación con el mando pero por una vía no segura Karter Noble 1 habla con el Coronel Holland, la comunicación se corta y es en ese momento cuando el Convenat cristaliza la ciudad con una supercarga de cristales aguijón compacatados en una bomba diseñada para este fin, el equipo noble huye a un refugio y en el trayecto un francotirador a bordo de un phantom mata a Kat, Noble 2, con un tiro en la cabeza. 
El equipo noble es de nuevo enviado a la Base Sword para destruir el material delicado para que no cayera en manos enemigas, ahí se dan cuenta de que no los enviaron para eso. Entran por un pasadizo secreto donde estaba la doctora Halsey con un artefacto Forerunner cuyos datos ya habían sido descifrados y su conocimiento podría salvar a la humanidad, pues cuando Reach cayera la aniquilación humana sería casi segura. 
Seis es enviado con uno de sus compañeros al Pillar of Autum para escapar con la información (la localizaciòón de Alpha Halo o Instalación 04 para detener la motivación religiosa del Covenat) y a Cortana para que dirija los sistemas operativos del Pillar, en el camino son atacados por el Covenant. Finalmente llegan pero también una armada de cruceros del Covenant lo hace, Seis se ve obligado a quedarse para manejar un cañón antiaéreo mientras el Pilar of Autum huye. 
Finalmente Seis es atacado por ordas de enemigos peleaando hasta el final y en los últimos momentos muere. 
Muchos años después se ve su casco tirado medio enterrado en el suelo y se escucha la voz de la doctora Halsey diciendo: "Reach no tardo mucho en caer, el enemigo era implacable, eficiente, pero no suficientemente rápido, porque tu ya habías pasado la antorcha; gracias a ti encontramos el Halo, revelamos sus secretos, acabamos con la determinación del enemigo, nuestra victoria (la tuya) estaba tan cerca, ojala hubieras vivido para verla, pero perteneces Reach: tu cuerpo, tu armadura, todo quemado y convertido en cristal, todo menos tu coraje, ese fue tu regalo. Gracias a el podremos reconstruir".

## Eventos en Halo: Combat Evolved
Después de los eventos en Halo: Combat Evolved, el Jefe Maestro regresó a Reach en la nave Covenant Ascendant Justice capturada por él mismo y utilizada para la búsqueda de cualquier sobreviviente del grupo Spartans que fue enviado para defender a los habitantes de la infantería Covenant. Varios Spartans habían sobrevivido, junto con un miembro del alto comando de Reach, el vicealmirante Danfort Whitcomb, y la doctora Catherine Elizabeth Halsey, la líder del proyecto SPARTAN-II

## Durante la novela: Halo: First Strike
Durante la novela, Halo: First Strike, los sobrevivientes de Reach regresaron a una pequeña sección de la superficie que no estaba bombardeada y recubierta por un artefacto Forerunner que estaba sepultado en el fondo de la superficie, en un intento de investigar que era lo que buscaba el Covenant en esta sección del planeta. Durante esta incursión en el planeta Reach, varias naves Covenant fueron destruidas por la inteligencia artificial (IA) Cortana a bordo de Ascendant Justice, antes de que todos los supervivientes escaparan por el hiperespacio.
Varias Bombas nucleares experimentales (su nombre clave en la UNSC era Novas) estaban en desarrollo en Reach cuando el Covenant atacó. El vicealmirante Whitcomb equipo las bombas para que explotaran 10 días después del inicio de la invasión del planeta, con la esperanza que el Covenant, tomara las bombas de vuelta a su planeta para estudio o que las Novas, al explotar, sacaran a los enemigos fuera de Reach. 
Cuando faltaban sólo 10 horas para que las Novas explotaran, el Almirante y otros sobrevivientes escaparon, los ingenieros del Covenant desactivaron las bombas, colocándolas en la bahía de almacenamiento de un súpercargador Covenant. A causa de un anormal accidente y del temperamento de los ingenieros, al menos una de las Novas se detonó destruyendo un grupo completo de batalla del Covenant (lo que equivale a unas 10 naves, entre fragatas, cargueros y naves capitales), causando una completa devastación en esa área del planeta controlada por el Covenant.